# The Human Sexipede (First Sequence: A Porn Parody)
The Human Sexipede (First Sequence: A Porn Parody) ist eine Porno-Parodie aus dem Jahr 2010 über den Horrorfilm Human Centipede – Der menschliche Tausendfüßler.

## Handlung
Drei Touristen machen Urlaub in Deutschland. Im Hotel haben sie bereits sexuelle Erlebnisse. Sie melden sich auf eine Online-Anzeige und geraten an den Wissenschaftler Dr. Heiter. Schließlich werden sie Teil eines Experiments, bei dem Dr. Heiter einen „Sexipeden“ erschaffen will: ein Wesen, welches aus drei nackten Menschen zusammengebaut wird, wobei sich Münder und Geschlechtsteile berühren.

### Szenen
- Szene 1. Danica Dillan, Sunny Lane
- Szene 2. Amber Rayne, Tom Byron
- Szene 3. Jynx Maze, Evan Stone, Jordan Ash
- Szene 4. Kaci Starr, Keni Styles
- Szene 5. Danica Dillan, Sunny Lane, Keni Styles

## Produktion und Veröffentlichung
Der Film wurde von Tom Byron Pictures produziert und wird von Evolution Erotica vermarktet. Regie und Drehbuch übernahm Lee Roy Myers. Erstmals wurde der Film am 30. September 2010 in den Vereinigten Staaten veröffentlicht.

## Nominierungen
- AVN Awards, 2010
  - Nominee: Best Parody: Comedy

- Ropey Volley, 2010
  - Winner: Parodies That Mean Something Award